# B. J. Hunnicutt
Kapitán B. J. Hunnicutt je postava ze seriálu M*A*S*H. Hraje ho Mike Farrell. Ve čtvrté sérii nahradil postavu Trappera Johna. V seriálu nejsou jeho iniciály „B. J.“ objasněny. Když se ho Hawkeye ptá, co tyto iniciály znamenají, odpoví nejdříve „je to vše, co chceš“ a později uvede, že je to zkratka jmen jeho rodičů (Bea a Jay).

## Životopis
Před svým odchodem do Koreje sídlil v Mill Valley v Kalifornii. Studoval na Stanfordově univerzitě a byl členem studentského spolku Tau Epsilon Phi. Je již třetí generací doktorů ve své rodině. Svůj vojenský výcvik získal ve Fort Sam Houston. Těsně před svým odchodem se mu narodí dcera Erin. Když je Trapper odvelen z Koreje, nastupuje na místo chirurga v 4077th MASH on. Po svém příletu se s Hawkeyem opijí a on okamžitě po příjezdu do MASH urazí zastupujícího velícího důstojníka Franka Burnse. Když mu pozdější velící důstojník Sherman Potter vyčítá, že chodí neoholený, nechá si narůst knír, který se stane terčem pro Hawkeyeho vtípky.
Na konci seriálu se vyhýbá rozloučení s Hawkeyem, což jej naštve. Z MASH odjíždí na své motorce a nechá Hawkeyemu vzkaz viditelný pouze ze vzduchu. Z bílých kamenů seskládá slovo „GOODBYE“. 

## Charakteristika
Ačkoliv, stejně jako Trapper John, nemá rád vojenskou disciplínu, jeho morální hodnoty jsou postaveny mnohem výš. Například v epizodě Preventivní léčba odmítne jen tak vyoperovat šílenému důstojníkovi apendix. Miluje svou ženu a dceru, kterým často píše. Když má v epizodě Techtle mechtle románek se sestrou, velmi si to vyčítá. Občas se také kvůli své rodině chová sobecky, například když se v jedné z epizod snaží obehrávat další obyvatele MASH, aby měl dost peněz a jeho žena nemusela chodit do práce. Velmi se mu stýská po rodině.
Je to milovník kanadských žertů. Několikrát vyvolává žertovací válku, kterou často úspěšně vyhrává. Například vyměňuje Charlesi Winchesterovi oblečení, aby si myslel, že přibírá či ubírá na váze. Je umírněnější než Hawkeye a nebojí se mu říci, že se mýlí. Kvůli tomu se často hádají.